# 8704 Sadakane
8704 Sadakane è un asteroide della fascia principale. Scoperto nel 1993, presenta un'orbita caratterizzata da un semiasse maggiore pari a 2,1786149 UA e da un'eccentricità di 0,1811549, inclinata di 3,48737° rispetto all'eclittica.